# Parhydraenida lambda
Parhydraenida lambda är en skalbaggsart som beskrevs av Perkins 1980. Parhydraenida lambda ingår i släktet Parhydraenida och familjen vattenbrynsbaggar. Inga underarter finns listade i Catalogue of Life.